# Allen Eskens
Allen Eskens (Jefferson City, 17 marzo 1963) è uno scrittore statunitense.

## Biografia
Nato nel 1963 a Jefferson City, Missouri, vive e lavora a Cleveland, Minnesota.
Dopo una laurea in giornalismo all'Università del Minnesota e una in legge alla Hamline University, ha studiato scrittura creativa all'Università di Mankato e all'Iowa Summer Writer’s Festival.
Dopo aver lavorato come avvocato difensore per 27 anni, ha esordito nel 2014 con il thriller Verità sepolte al quale hanno fatto seguito altri 5 romanzi gialli con protagonisti il giornalista Joe Talbert e il detective Max Rupert.
Tra i riconoscimenti ottenuti si segnalano due premi Barry conseguiti nel 2015 e nel 2018.

## Opere

### Serie Joe Talbert
- Verità sepolte (The Life We Bury, 2014), Vicenza, Neri Pozza, 2015 traduzione di Maddalena Togliani ISBN 978-88-545-0962-7.
- The Shadows We Hide (2018)

### Serie Max Rupert
- Al posto di un altro (The Guise of Another, 2015), Vicenza, Neri Pozza, 2016 traduzione di Maddalena Togliani ISBN 978-88-545-0962-7. - Nuova ed. Vicenza, Beat, 2018 traduzione di Simona Fefè ISBN 978-88-6559-541-1.
- Il cielo può cadere (The Heavens May Fall, 2016), Vicenza, Neri Pozza, 2018 traduzione di Simona Fefè ISBN 978-88-545-1563-5.
- The Deep Dark Descending (2017)

### Altri romanzi
- Nothing More Dangerous (2019)

## Premi e riconoscimenti
- Premio Barry per il miglior libro tascabile: 2015 vincitore con Verità sepolte e 2018 vincitore con The Deep Dark Descending